# 로날트 쿠만
로날트 쿠만(네덜란드어: Ronald Koeman, 네덜란드어 발음: [ˈroːnɑlt ˈkumɑn] ( 듣기), 1963년 3월 21일~)은  네덜란드의 축구 선수 출신 축구 지도자로 현재 네덜란드 축구 국가대표팀의 감독을 맡고 있다. 선수 시절 센터백, 미드필더로 활동했으며 주로 스위퍼 역할을 수행했다. 수비수였음에도 불구하고 강하게 공을 차는 힘, 정확하게 차는 프리킥과 페널티킥 능력을 가지고 있었고 자신이 활동했던 프로 구단들에서 총 239득점을 기록하며 2024년 기준으로 프로 구단에서 가장 많은 득점을 기록한 수비수 기록을 가지고 있다.
잔담에서 태어난 쿠만은 1980년 흐로닝언에서 프로 선수 경력을 시작했고 1983년 아약스로 이적해 1984-85시즌 에레디비시에서 우승했다. 그는 1986년 PSV로 이적했고 1986-87, 1987-88, 1988-98시즌 에레디비시에서 우승했으며 1987-88년 유러피언컵에서 우승하며 PSV에서 트레블을 획득했다. 1989년 쿠만은 바르셀로나로 이적했고 요한 크라위프의 "꿈의 선수단"의 일원이 되었다. 그는 바르셀로나의 1991년부터 1994년까지 4년 연속 라리가 우승, 1991-92년 유러피언컵 우승을 이끌었다.
쿠만은 1983년 4월 네덜란드 축구 국가대표팀에 데뷔한 후 UEFA 유로 1988에 출전해 대회에서 우승했고 UEFA 유로 1992, 1990년 FIFA 월드컵에 출전했으며 1994년 FIFA 월드컵에 주장으로 출전했다.
2000년 피테서의 감독으로 선임되며 축구 지도자 경력을 시작한 쿠만은 아약스 소속으로 2번, PSV 소속으로 1번 에레디비시 우승을 경험했다. 2005년부터 2006년까지 SL 벤피카를 감독했고 2007년 발렌시아 CF의 감독으로 임명되어 발렌시아의 2007-08 시즌 코파 델 레이 우승에 기여했다. 2014년부터 2016년까지 사우샘프턴 FC, 2016년부터 2017년까지 에버턴 FC를 감독했고 2018년부터 2020년까지 네덜란드 축구 국가대표팀을 감독하며 대표팀의 2018-19년 UEFA 네이션스리그 준우승에 기여했다. 2020년 8월 FC 바르셀로나의 감독으로 임명되어 2020-21 시즌 코파 델 레이 우승에 기여했고 2021년 10월 구단에서 경질되었다. 그는 2023년 네덜란드 대표팀의 감독으로 다시 부임했다.

## 구단 경력
쿠만은 1987-88시즌 PSV에서 에레디비시, KNVB컵, 유러피언컵에서 우승하며 트레블을 획득했고 한스 판 브뢰켈런, 헤랄트 파넨뷔르흐, 빔 키프트, 베리 판 아를러와 함께 소속 구단에서 트레블, 국가대표팀에서 국제 대회 우승을 같은 해에 모두 획득한 유럽인 선수들이 되었다.

## 국가대표 경력
1983년 4월 위트레흐트에서 열린 스웨덴과의 친선 경기를 통해 네덜란드 대표 선수로 첫 국제 A매치를 가졌으며 이 경기는 0-3으로 패했다. 같은 해 9월 흐로닝언에서 열린 아이슬란드를 3-0으로 꺾은 경기에서 첫 번째 A매치 골을 기록했다.

## 지도자 경력
쿠만은 2024년 기준으로 AFC 아약스, PSV 에인트호번, 페예노르트 로테르담에서 모두 축구 선수로 활동했고 이 세 구단을 전부 감독한 경력이 있는 유일한 축구인 기록을 가지고 있다.

## 개인사
쿠만의 가족들도 축구에 종사했다. 아버지 마르틴은 1960~1970년대에 축구 선수로 활동했으며 네덜란드 국가대표팀의 일원으로 A매치 1경기에 출전한 바 있다. 형 에르빈도 축구인으로 동생과 함께 네덜란드 국가대표 선수로 활동했으며 헝가리와 오만 축구 국가대표팀의 감독을 맡았다. 아들 로날트 쿠만 유니오르도 축구 선수로 활동하고 있으며 포지션은 골키퍼이다.

## 통산 기록
| 클럽       | 시즌    | 출전 | 득점 |
| ---------- | ------- | ---- | ---- |
| 흐로닝언   | 1980-81 | 27   | 6    |
| 흐로닝언   | 1981-82 | 34   | 14   |
| 흐로닝언   | 1982-83 | 37   | 14   |
| 아약스     | 1983-84 | 38   | 9    |
| 아약스     | 1984-85 | 36   | 13   |
| 아약스     | 1985-86 | 40   | 8    |
| PSV        | 1986-87 | 39   | 19   |
| PSV        | 1987-88 | 46   | 26   |
| PSV        | 1988-89 | 45   | 18   |
| 바르셀로나 | 1989-90 | 48   | 19   |
| 바르셀로나 | 1990-91 | 32   | 12   |
| 바르셀로나 | 1991-92 | 49   | 17   |
| 바르셀로나 | 1992-93 | 43   | 11   |
| 바르셀로나 | 1993-94 | 50   | 19   |
| 바르셀로나 | 1994-95 | 42   | 10   |
| 페예노르트 | 1995-96 | 42   | 14   |
| 페예노르트 | 1996-97 | 37   | 9    |
| 페예노르트 | 합계    | 685  | 283  |

| 국가     | 연도 | 출전 | 득점 |
| -------- | ---- | ---- | ---- |
| 네덜란드 | 1983 | 6    | 1    |
| 네덜란드 | 1984 | 1    | 0    |
| 네덜란드 | 1985 | 1    | 0    |
| 네덜란드 | 1986 | 6    | 0    |
| 네덜란드 | 1987 | 7    | 2    |
| 네덜란드 | 1988 | 10   | 1    |
| 네덜란드 | 1989 | 8    | 3    |
| 네덜란드 | 1990 | 9    | 3    |
| 네덜란드 | 1991 | 4    | 0    |
| 네덜란드 | 1992 | 12   | 0    |
| 네덜란드 | 1993 | 5    | 2    |
| 네덜란드 | 1994 | 9    | 2    |
| 네덜란드 | 합계 | 78   | 14   |

## 수상 내역

### 선수

#### 아약스
- 에레디비시 : 1984-85
- KNVB컵 : 1985-86

#### PSV
- 에레디비시 : 1986–87, 1987–88, 1988–89
- KNVB컵 : 1987–88, 1988–89
- 유로피언컵 : 1987-88

#### 바르셀로나
- 라리가 : 1990–91, 1991–92, 1992–93, 1993–94
- 국왕컵 : 1989–90
- 수페르코파 데 에스파냐 : 1991, 1992, 1994
- 유로피언컵 : 1991-92
- 유로피언 슈퍼컵 : 1992

#### 네덜란드
- UEFA 유로 : 1988

### 감독

#### 아약스
- 에레디비시 : 2001–02, 2003–04, 2006-07
- KNVB컵 : 2001-02
- 요한 크라위프 쉴드 : 2002

#### 벤피카
- 수페르타사 칸디두 데 올리베이라 : 2005

#### 알크마르
- 요한 크라위프 쉴드 : 2009

#### 발렌시아
- 국왕컵 : 2007-08

#### 바르셀로나
- 국왕컵 : 2020-21

### 개인
- 네덜란드 올해의 선수 : 1987, 1988
- UEFA 유로 대회 베스트 : 1988
- 유로피언컵 득점왕 : 1993-94
- 리누스 미헬스 어워드 : 2012
- UEFA 골든 주빌리 투표 26위
- 프리미어리그 이 달의 감독 3회